# 悲しき夜
悲しき夜（かなしきよる、スペイン語: La Noche Triste）とは、1520年6月30日の夜から翌日の明け方にかけて、エルナン・コルテスの率いるスペイン人とトラスカラ人の連合軍がテノチティトラン（今のメキシコシティ）からの退却中にアステカ帝国に敗北した戦闘をいう。

## 戦闘

テノチティトランからトラスカラまでの逃走路

今のメキシコの地に豊かな国があるという噂を聞いたエルナン・コルテスは11隻の船に500人のスペイン人の兵士を乗せて1519年2月にキューバからメキシコの海岸に着いた。コルテスはトトナカ人を味方にしてまずアステカに敵対するトラスカラ王国に向かい、数千人のトラスカラ人の兵士とともにテノチティトランを目指した。テノチティトランのトラトアニ（アステカ皇帝）モクテスマ2世は彼らを丁重にもてなし、自分の父のアシャヤカトルの宮殿を使わせた。しかしながらコルテスは海岸でスペイン人が現地人の兵士に襲われたことを理由にモクテスマ2世を幽閉した。ただしモクテスマ2世は自分の意志でコルテスのもとに留まっているかのようにふるまった。
キューバ総督ディエゴ・ベラスケスは自分に従わないコルテスを逮捕しようとしてパンフィロ・デ・ナルバエスをメキシコに送りこんだ。1520年4月、知らせを聞いたコルテスはナルバエス軍と戦うために今のベラクルスへ出発した。その間留守をあずかっていたペドロ・デ・アルバラードはアステカ人のウィツィロポチトリの祭を止めさせようとして参加者を何百人も虐殺した。怒ったメシカの軍隊はアシャヤカトルの宮殿を攻撃したが、ナルバエスに勝利して帰ってきたコルテスは反撃した。
アステカの統治階級はスペイン人に協力的なモクテスマ2世を裏切り者として、彼にかえて弟のクィトラワクを新たなトラトアニの位につけてスペイン人と戦った。戦闘の中でモクテスマ2世は殺害されたとされるが、アステカ人とスペイン人のどちらが彼を殺したかについては資料によって意見が異なる。
1520年6月30日、自分の権力が維持できないと見たコルテスらは夜にまぎれてテノチティトランを去ろうと試み、テスココ湖の上を通って西岸のトラコパン（タクバ）に通じる堤道を逃げた。しかし水汲みに来ていた女たちがこれに気づいた。知らせを聞いて数千人のアステカの兵士がカヌーに乗って投石や弓矢で攻撃した。戦闘は夜が明けるまで続いた。
コルテス自身の記すところによると、この戦いで150人のスペイン人、45頭の馬、2000人以上の同盟先住民が殺害されたとされる。キューバ総督ディエゴ・ベラスケスの親戚でコンキスタドールのフアン・ベラスケス・デ・レオン (Juan Velázquez de León) はこのときに戦死した。
この時にスペイン側が全滅しなかった理由について、タウンゼントは当時のアステカの戦闘が生贄にするための捕虜を得ることに主眼があり、徹底的に相手を滅ぼすという考えがなかったことを理由にあげている。
ベルナル・ディアス・デル・カスティリョによれば敗北したコルテスは涙を流したという。現在メキシコシティのミゲル・イダルゴ区にこの時コルテスが泣いたとされる木があり、「悲しき夜の木」(el árbol de la noche triste)と呼ばれているが、ここでコルテスが泣いたことを実証する資料は存在しない。

## 戦後
アステカ帝国は勝利を得たが、クィトラワクはその年のうちにスペイン人の持ちこんだ天然痘によって死亡した。クアウテモクが新たにトラトアニに即位した。
一方敗北したコルテスはオトンパン（オトゥンバ）で再びアステカ軍と戦った (Battle of Otumba) 後、トラスカラに戻って軍を立てなおし、700人以上のスペイン人と7万人近い先住民の軍勢を率いて再びテノチティトランに向かった。数ヶ月の戦闘を経て1521年8月13日にクアウテモクは捕えられた。